# کانون فرهنگی و هنری چاووش
کانون فرهنگی و هنری چاووش یک انجمن موسیقی بود که در دهه ۱۳۵۰ با تلاش محمدرضا لطفی و حمایت‌های هوشنگ ابتهاج و همراهی حسین علیزاده شکل گرفت و مجموعه آلبوم‌های چاووش که شامل ۱۲ آلبوم موسیقی (به‌طور رسمی ۱۰ آلبوم) می‌شد، با نام‌های چاووش ۱ الی ۱۲ منتشر و وارد بازار کرد. آلبوم‌های ابتدایی و انتهایی این کانون مطلقاً هنری هستند ولی مجموعه‌های ۲ تا ۸ بسیار تحت تأثیر فضای سیاسی ایران در دوران انقلاب ۱۳۵۷ بود. آلبوم‌های چاووش از مهم‌ترین و تأثیرگذارترین عوامل در جهت حرکت رو به جلو در موسیقی سنتی ایرانی به حساب می‌آید.
آثار کانون چاووش هم از جایگاه اجتماعی – سیاسی مهمی بهره‌مند هستند و هم از دیدگاه موسیقایی تحول و پیشرفت مهمی در زمینه موسیقی سنتی ایران به وجود آوردند که تأثیر مهمی هم در سبک و شیوه اجرایی (چه نوازندگی چه خوانندگی)، هم در نوع رویکرد به یک قطعه موسیقایی به مثابه یک کل، هم در شیوه رنگ آمیزی و صدادهی ارکستر و به ویژه در تلاش برای استفاده از تکنیک چندصدایی‌نویسی در موسیقی سنتی ایرانی گذاشت.
کانون چاووش پس از استعفای دسته‌جمعی موسیقی‌دانان سازمان رادیو تلویزیون ملی ایران از جمله گروه شیدا، به دلیل فضای سیاسی سال ۱۳۵۷ و به ویژه واقعه ۱۷ شهریور، شکل گرفت. این موسیقی‌دانان به نام جریان احیا نامیده شده بودند و تحت حمایت رضا قطبی رئیس وقت رادیو تلویزیون بودند. پس از استعفا از رادیو به کار خود در کانون چاووش ادامه دادند.
کانون چاووش شامل گروه شیدا به سرپرستی و آهنگ سازی محمدرضا لطفی و گروه عارف با آهنگ سازان آوانگاردی مانند حسین علیزاده و پرویز مشکاتیان بود.
گروه‌های عارف و شیدا زیر نظر کانون چاووش تا قبل از ۲۲ بهمن ۵۷ به‌طور مخفیانه آثاری تولید می‌کردند از جمله سه سرود شب‌نورد (برادر نوجوونه، باصدای استاد محمدرضا شجریان، در آلبوم چاووش ۲)، آزادی (آن زمان که بنهادم، باصدای شهرام ناظری، در آلبوم چاووش ۲) و سپیده (ایران ای سرای امید، باصدای محمدرضا شجریان، در آلبوم چاووش ۶). محمد رضا لطفی در بولتن آوای شیدا می‌نویسد این سرودها در زیر زمین خانه مسکونی او تولید می‌شد و در همان‌جا نوار کاست آن تکثیر می‌شد.
سپس آلبوم‌های چاووش شامل چاووش ۱، چاووش ۲، چاووش ۳، چاووش ۴، چاووش ۵، چاووش ۶، چاووش ۷، چاووش ۸، چاووش ۹، چاووش ۱۰، چاووش ۱۱، و چاووش ۱۲ منتشر شدند.
کانون چاووش در سال ۱۳۶۳ عملاً تعطیل شد. چاووش با جدا شدن بسیاری از هنرمندان آن، رو به افول گذاشت. آخرین کنسرت تعدادی از اعضای کانون در سال ۱۳۶۷ با آهنگسازی حسین علیزاده و آواز شهرام ناظری در تالار وحدت روی صحنه رفت. بخش عمده‌ای از گروه چاووش کامکارها در گروه شیدا بودند. با رفتن پشنگ، ارژنگ، اردشیر، و بیژن کامکار از گروه شیدا و دیگر اختلافات و مشکلات، کانون چاووش منحل شد. اما تأثیر آن بر موسیقی سنتی ایرانی در آثار سال‌های دهه شصت و هفتاد، در گروه‌هایی چون عارف (به سرپرستی مشکاتیان)، شیدا (به سرپرستی لطفی)، گروه دستان و … مشاهده کرد.
برخی از آثار کانون چاووش امروزه تصحیح شده‌اند و با تغییر نام توسط مؤسسه فرهنگی و هنری آوای شیدا زیر نظر استاد محمدرضا لطفی بازنشر شده‌اند.

## آثار کانون چاووش
آثار کانون چاووش، با نام مجموعه ۱۲ آلبوم چاووش شناخته می‌شوند.
| آلبوم‌ها                    | آلبوم‌ها    | آلبوم‌ها                                                  | آلبوم‌ها                      | آلبوم‌ها                     | آلبوم‌ها                | آلبوم‌ها |
| -------------------------- | ---------- | -------------------------------------------------------- | ---------------------------- | --------------------------- | ---------------------- | --- |
| نام آلبوم                  | سال انتشار | آهنگ ساز                                                 | نوازندگان                    | خواننده                     | ناشر                   | توضیحات |
| چاووش ۱ (به یاد عارف)      | ۱۳۵۷       | محمدرضا لطفی                                             | گروه شیدا                    | محمدرضا شجریان              | جهان موزیک، آوای شیدا  | اولین آلبوم از مجموعه ۱۲ آلبوم چاووش، اجرا در در آواز بیات ترک (سال ۱۳۵۶)، ابتدا با نام چاووش ۱ توسط جهان موزیک و امروزه با نام به یاد عارف تصحیح و توسط آوای شیدا به بازار آمده است، با توجه به این که در آن زمان موسیقی سنتی ایرانی در انزوا بود و موسیقی غربی در ایران رواج بیش تری پیدا کرده بود این اثر از اولین آثاری است که موسیقی سنتی را دوباره احیا کردند. |
| چاووش ۲                    | ۱۳۵۷       | محمدرضا لطفی                                             | گروه شیدا                    | محمدرضا شجریان، شهرام ناظری | کانون چاووش            | اولین آلبوم انتشار یافته با آواز شهرام ناظری، متأثر از شرایط اجتماعی ایران در اوایل انقلاب ۱۳۵۷، شامل دو سرود انقلابی: شب نورد (برادر نوجوونه، با صدای محمدرضا شجریان) و آزادی (آن زمان که بنهادم، با صدای شهرام ناظری)، گوینده: مهدی فتحی |
| چاووش ۳                    | ۱۳۵۷       | محمدرضا لطفی، حسین علیزاده                               | گروه شیدا                    | بیژن کامکار، شهرام ناظری    | کانون چاووش            | در این آلبوم اشعار هوشنگ ابتهاج (ه. الف. سایه)، جواد آذر، سیاوش کسرایی، ابوالقاسم لاهوتی، محمد فرخی یزدی، حمید حمزه و امیر برغشی استفاده شده‌است. حال و هوای این آلبوم انقلابی و حماسی است و به خوبی بیانگر احساسات و تفکرات سال‌های اولیه انقلاب ۱۳۵۷ است. |
| چاووش ۴                    | ۱۳۵۸       | محمدرضا لطفی، پرویز مشکاتیان                             | گروه شیدا                    | شهرام ناظری                 | کانون چاووش            | اجرای گروه شیدا به سرپرستی محمدرضا لطفی به همراه شهرام ناظری، دربرگیرنده مرا عاشق (اثر پرویز مشکاتیان) و برخی سرودهای انقلابی (مثل ای پدر، به یاد آیت الله طالقانی، اثر محمدرضا لطفی)، متأثر از شرایط ایران در اوایل انقلاب، پس از انتشار اول دیگر هیچ‌گاه بازنشر نشد                                                                                                 |
| چاووش ۵                    |            |                                                          | گروه شیدا و عارف             | هنگامه اخوان                |                        | |
| چاووش ۶ (سپیده)            | ۱۳۵۸       | محمدرضا لطفی، پرویز مشکاتیان                             | گروه شیدا                    | محمدرضا شجریان              | کانون چاووش، آوای شیدا | مرتبط با حوادث و شرایط اجتماعی ایران در زمان وقوع انقلاب، امروزه با نام سپیده در دسترس می‌باشد، اجرای گروه شیدا به سرپرستی محمدرضا لطفی، آواز محمدرضا شجریان، دربرگیرنده تصنیف معروف ایران ای سرای امید (تصنیف سپیده) (شعر ه. الف. سایه، اثر محمدرضا لطفی)، اجرا در آذرماه سال ۱۳۵۸ در دانشگاه ملی                                                                    |
| چاووش ۷                    | ۱۳۵۸       | محمدرضا لطفی، پرویز مشکاتیان، هوشنگ کامکار، حسین علیزاده | گروه شیدا و عارف             | محمدرضا شجریان، شهرام ناظری | کانون چاووش            | انتشار در اولین سالگرد انقلاب ۱۳۵۷ ایران، به مناسبت سالگرد انقلاب ۱۳۵۷، گروه‌های شیدا و عارف، آواز محمدرضا شجریان و شهرام ناظری، منتخب سرودهای انقلابی کانون چاووش در آثار قبلی به علاوه آثاری جدید (مثل رزم مشترک (همراه شو عزیز) اثر پرویز مشکاتیان)، پس از انتشار اول دیگر هیچ‌گاه بازنشر نشد                                                                       |
| چاووش ۸                    |            | محمدرضا لطفی                                             | گروه شیدا                    | شهرام ناظری، سیما بینا      | کانون چاووش            | متاثر از شرایط ایران در اوایل انقلاب، اجرای گروه شیدا به سرپرستی محمدرضا لطفی، آواز شهرام ناظری، دربرگیرنده تصنیف کاروان شهید، پس از انتشار اول دیگر هیچ‌گاه بازنشر نشد |
| چاووش ۹ (جان جان)          |            | محمدرضا لطفی، ابوالحسن صبا                               | گروه شیدا                    | محمدرضا شجریان              | کانون چاووش، آوای شیدا | در گذشته با نام چاووش ۹ منتشر شده و در سال ۱۳۸۵ تصحیح و با نام جان جان توسط آوای شیدا بازنشر شده‌است، اجرا در دستگاه سه‌گاه، اشعار از عطار و هوشنگ ابتهاج، مربوط به جشن هنر طوس (تیر ۱۳۵۵) |
| چاووش ۱۰ (به یاد طاهرزاده) | ۱۳۶۳       | محمدرضا لطفی                                             | گروه شیدا و عارف             | صدیق تعریف                  | کانون چاووش، آوای شیدا | اولین اثر انتشار یافته باصدای صدیق تعریف، یادواره حسین طاهرزاده، این اثر در دستگاه سه‌گاه اجرا شد، سرپرست گروه و بازسازی اثر: محمدرضا لطفی، این اثر در سال ۱۳۶۳ به عنوان دهمین آلبوم از مجموعه چاووش توسط کانون چاووش به بازار و آمد و در سال ۱۳۸۵ با تصحیح نام به به یاد طاهرزاده توسط آوای شیدا زیر نظر محمدرضا لطفی دوباره منتشر شد                                |
| چاووش ۱۱                   |            |                                                          | مجید کیانی                   | (بی کلام)                   | کانون چاووش            | اثر صرفاً هنری، تک نوازی سنتور توسط مجید کیانی |
| چاووش ۱۲                   |            |                                                          | پرویز مشکاتیان، ناصر فرهنگ‌فر | (بی کلام)                   | کانون چاووش            | اثر صرفاً هنری، دو نوازی سنتور و تنبک توسط پرویز مشکاتیان و ناصر فرهنگ‌فر |

## اعضا
- محمدرضا لطفی (بنیان‌گذار کانون)
- سعید فرج‌پوری[۳]
- قشنگ کامکار

### اعضای گروه شیدا
- محمدرضا لطفی
- عبدالنقی افشارنیا
- پشنگ کامکار
- زیدالله طلوعی
- بیژن کامکار
- هادی منتظری
- مجید درخشانی[۴]
- محمد جمال سماواتی
- ارژنگ کامکار

### اعضای گروه عارف
- حسین علیزاده[۳]
- پرویز مشکاتیان
- جمشید عندلیبی
- محمد فیروزی[۳]
- ناصر فرهنگ‌فر
- فرخ مظهری
- اردشیر کامکار[۳]